# Dundas Street

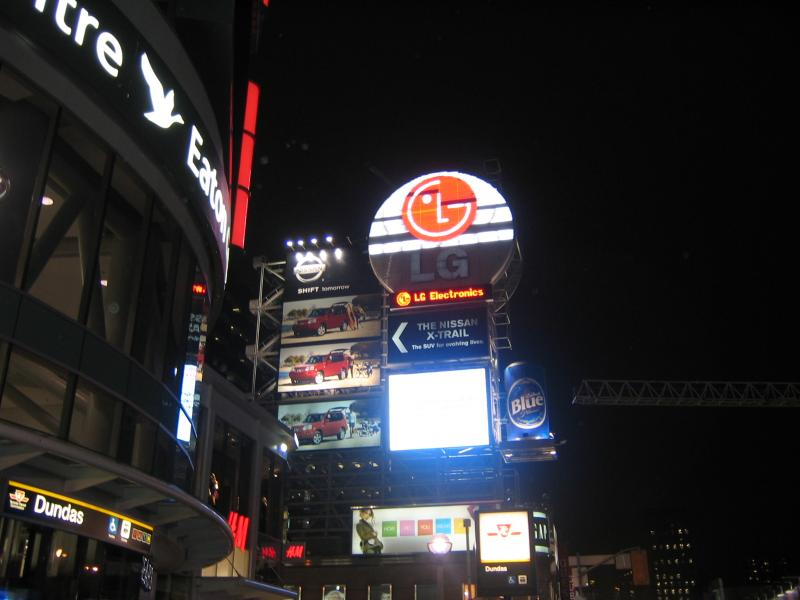
Letreiros digitais no cruzamento da Dundas Street com a Yonge Street.

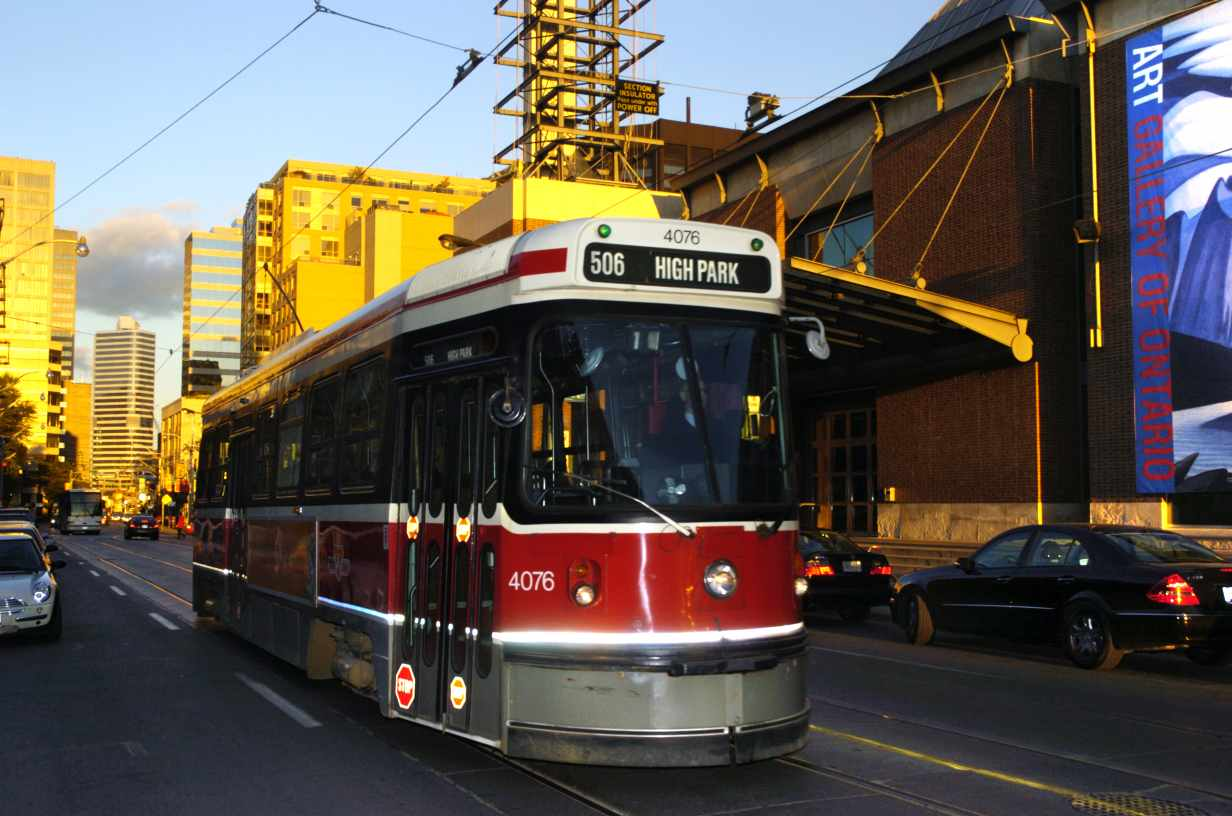
Bonde da Toronto Transit Commission na Dundas Street.

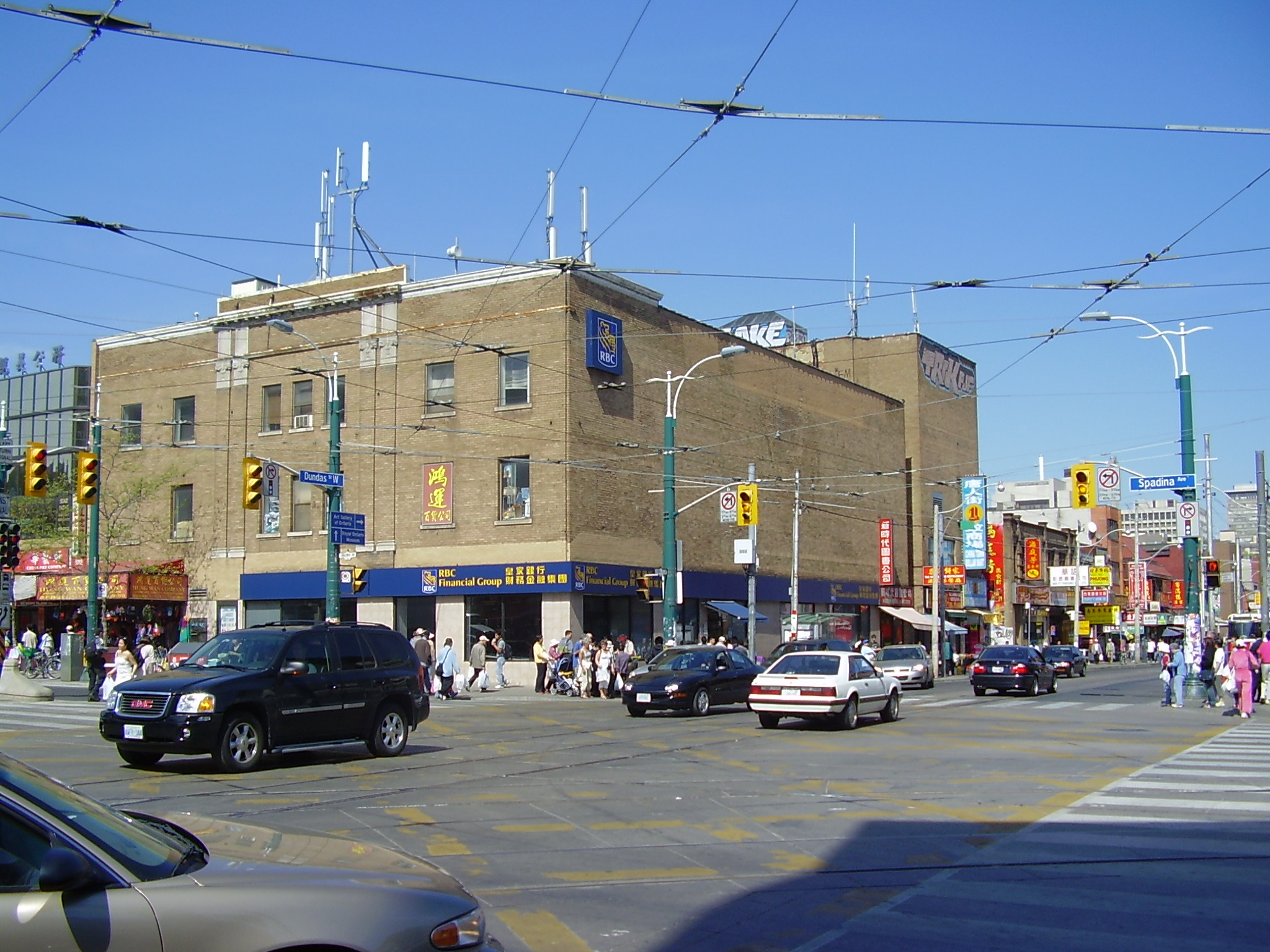
O cruzamento da Dundas Street com a Spadina Avenue abriga o coração da segunda maior Chinatown da América do Norte.

A Dundas Street é uma rua arterial que se estende desde o leste de Toronto, Ontário, Canadá, até Paris. A Dundas Street apresenta tanto estabelecimentos residenciais como comerciais em grande número. O trecho da rua entre a Spadina Avenue e a Yonge Street abriga uma grande quantidade de estabelecimentos culturais, tais como o Museu de Arte de Ontário e a Universidade Ryerson. O sentido da Dundas Street é leste-oeste, porém, dentro de Toronto, a rua corre em um sentido irregular, uma rara exceção na cidade, onde a maioria das vias públicas arteriais correm em linha reta (sempre leste-oeste ou norte-sul). 
A Dundas Street é um exemplo popular do aspecto multicultural de Toronto, considerada por muitos como a cidade mais multicultural do mundo. O trecho da Dundas Street no cruzamento com a Spadina Avenue abriga a Chinatown mais proeminente da região metropolitana de Toronto, e a segunda maior da América do Norte. Outra Chinatown existe na Dundas Street, em Mississauga, próximo à sua fronteira com Toronto. A Dundas Street forma a fronteira sul do Portugal Village, (Vila Portuguesa), o bairro português de Toronto (que apresenta a maior comunidade portuguesa entre qualquer grande cidade na América do Norte), com trechos da rua sendo cognomeadas oficialmente de Rua Açores e Little Portugal, secções que formam o coração comercial da comunidade portuguesa de Toronto, bem como muitos brasileiros e italianos. 
Outras secções da rua abrigam primariamente afro-canadenses, indianos, ingleses, irlandeses, judeus, paquistaneses e poloneses.
Notáveis atrações turísticas ao longo da rua incluem o Museu de Arte de Ontário, a Chinatown central de Toronto, o Toronto Eaton Centre, a Bau Xi Gallery, galeria de arte chinesa, e o Dundas Square. A Dundas Street, por causa de sua rota errática, corta a Bloor Street duas vezes. No cruzamento ocidental, próximo à Mississauga, a Dundas Street é também designada de Highway 5, assim sendo até o seu término em Paris, e substituindo a Bloor Street como a principal rua leste-oeste da região metropolitana, até Oakville. O trecho da Dundas Street como Highway 5 é dominada por estabelecimentos comerciais, desde pequenas lojas até grandes shopping centers.
A rua homenageia a memória de um político escocês do século XVIII, famoso por atrasar, em 1793, a abolição da escravatura transatlântica por 15 anos, condenando mais de 600 mil pessoas a mais uma década de escravatura. Em julho de 2021 o executivo municipal decidiu aprovar a retirada do nome Dundas, uma decisão que afeta aquela rua, praças, parques e duas estações de metro.

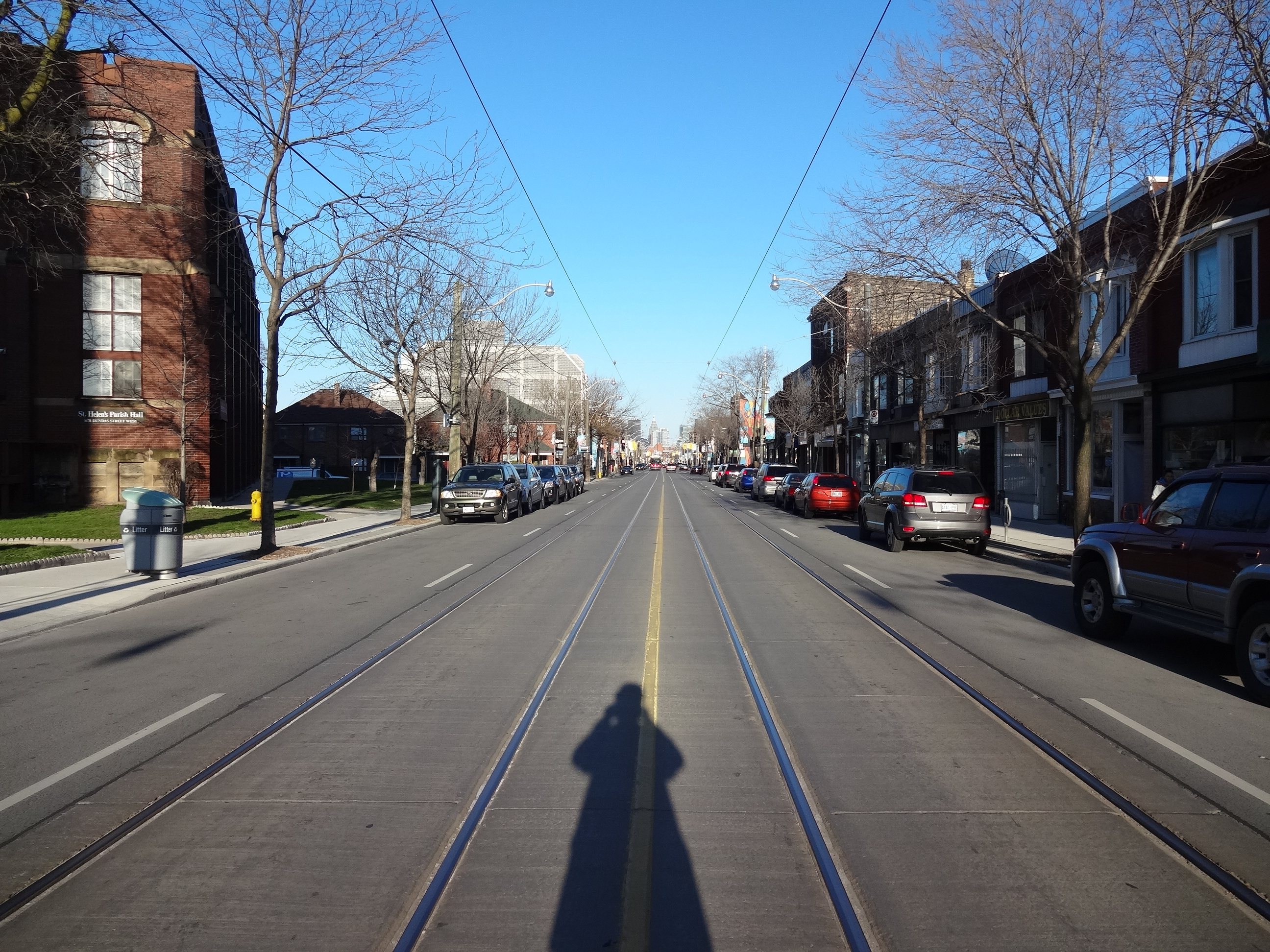
Dundas Street próxima à Igreja St Helen, na Little Portugal.